# Liste des voies de Dieppe
Dieppe, est une commune et chef-lieu d'arrondissement du département français de Seine-Maritime en Normandie.

## Liste de Rues
- (Grande Rue)

### 1
- 19 Août 1942 (Rue du)
- 19 Mars 1962 (Rue du)

### 2
- 21e Territorial (Rue du)

### 3
- 39e Régiment d'Infanterie (Rue du)

### 7
- 74e Régiment d'Infanterie (Rue du)
- 74e R I (Impasse du)

### A
- Abattoir (Rue de l')
- Abbé Cochet (Passage de l')
- Abbé Cochet (Rue de l')
- Acacias (Place des)
- Agamis (Allée des)
- Aguado (Rue)
- Aigrettes (Place des)
- Aigrettes (Rue des)
- Albert Calmette (Rue)
- Albert Jean (Rue)
- Albert Lamotte (Rue)
- Albert Lebel (Rue)
- Albert Legras (Rue)
- Albert Reville (Impasse)
- Albert Réville (Rue)
- Albert Roussel (Rue)
- Alexandre Anquetin (Avenue)
- Alexandre Dumas (Avenue)
- Alexandre Dumas (Impasse)
- Alexandre Dumas (Résidence)
- Alexandre Dumas (Rue)
- Alexandre Legros (Rue)
- Alexandre Ribot (Rue)
- Alexandre Ribot (Rue)
- Alfred Blanc (Rue)
- Alouette (Rue de l')
- Alphonse Goubert (Rue)
- Amiral Lebourgeois (Rue)
- Ancien Camp Anglais (Rue de l')
- Ancien Hôtel Dieu (Rue de l')
- André Marie Ampère (Rue)
- André Saint-Ouen (Rue)
- André Voisin (Rue)
- Anglais (Avenue des)
- Ango (Rue)
- Anne Frank (Rue)
- Antoine-Louis Albitte (Rue)
- Aristide Briand (Rue)
- Arpajou (Place)
- Asile Thomas (Rue de l')
- Aspirant Bizien (Rue)
- Asseline (Rue)
- Auguste Renoir (Rue)
- Augustin d'Arthe (Rue)
- Avenir (Rue de l')

### B
- Bains (Rue des)
- Balidar (Rue)
- Balidar (Rue)
- Barbara (Impasse)
- Barbaries (Chemin des)
- Barre (Place de la)
- Barre (Rue de la)
- Bastille (Rue de la)
- Bastille (Ruelle de la)
- Beaudouin (Sente)
- Beauregard (Rue)
- Beauregard (Ruelle)
- Beausoleil (Quartier)
- Bec (Rue du)
- Bel Air (Quartier)
- Belges (Avenue des)
- Bellevue (Rampe)
- Belvedere (Zone d'aménagement concerté du)
- Benoni-Ropert (Avenue)
- Bérigny (Boulevard)
- Bernard Assenard (Rue)
- Bethencourt (Rue de)
- Bir Hakeim (Rue)
- Blainville (Rue de)
- Bœuf (Rue du)
- Bonne Nouvelle
- Bonne Nouvelle (Cité)
- Bonne Nouvelle (Impasse)
- Bonne Nouvelle (Route de)
- Bonne Nouvelle (Rue)
- Bonnes Femmes (Rue des)
- Boucher de Perthes (Avenue)
- Boucherie (Rue de la)
- Bourbon (Cours)
- Bourse (Arcade, de la)
- Bousquet (Rue)
- Bouzard (Rue)
- Brasserie (Rue de la)
- Breaute (Avenue)
- Bréquigny (Rue)
- Buissons (Rue des)
- Bultel Bourdon (Rue)
- Buzenval (Rue de)

### C
- Caen (Rue de)
- Cale (Quai de la)
- Camille Coche (Rue)
- Camille Pissaro[réf. nécessaire] (Rue)
- Camille Saint-Saëns (Place)
- Camp de César (Chemin de)
- Canada (Sente du)
- Canadiens (Avenue des)
- Canadiens (Impasse des)
- Canadiens (Neuville-les-Dieppe) (Avenue, des)
- Canot Sauveur (Rue, du)
- Canu (Rue)
- Capitaine Boyenval (Rue du)
- Capucins (Rue des)
- Caravelle (Rue de la)
- Carénage (Quai du)
- Carmagnole (Rue de la)
- Caroline (Rue)
- Castors du Rail (Cité des)
- Cauchois (Impasse)
- Caude-Côte (Cavée de)
- Cc N 12
- Cc Numéro Sept
- Cd 485 Dit la Rocade
- Champigny (Rue de)
- Chant des Oiseaux (Chemin)
- Chapelle (Chemin de la)
- Chapelle Saint-Nicolas (Chemin de la)
- Charles Blound (Rue)
- Charles Morieu (Allée)
- Charles Nicolle (Avenue)
- Charpenterie (Rue de la)
- Charrettes (Rue des)
- Chasse Marée (Rue du)
- Chastes (Rue de)
- Château (Avenue du)
- Château d'Eau (Rue du)
- Chemin Vert (Rue du)
- Chêne Percé (Rue du)
- Citadelle (Chemin de la)
- Cite (Chemin de la)
- Cité de Limes (Rue de la)
- Cité de Limes (Rue)
- Claparede (Chemin de)
- Claude Debussy (Avenue)
- Claude Delvincourt (Rue)
- Claude Féron (Rue)
- Claude Groulard (Rue)
- Claude Salmon (Rue)
- Clieu (Rue de)
- Clos (Chemin des)
- Cœur Couronné (Rue du)
- Colline (Chemin de la)
- Commandant Charcot (Rue du)
- Commandant Chrétien (Rue du)
- Commandant Denieport (Rue)
- Commandant Émile Duboc (Impasse du)
- Commandant Émile Duboc (Rue du)
- Commandant Fayolle (Rue du)
- Commandant François Montador (Allée du)
- Contrat Social (Allée, du)
- Convention (Rue de la)
- Cordiers (Rue des)
- Cormorans (Impasse des)
- Cormorans (Rue des)
- Coteaux (Chemin des)
- Courlis (Rue des)
- Cousin Despréaux (Rue)

### D
- Dablon (Rue)
- Dakar (Cours)
- Dauphin Louis (Rue du)
- David Lacroix (Rue)
- David Miffant (Rue)
- Demilliere (Sente)
- Denys (Rue)
- Desceliers (Rue)
- Descroizilles (Rue)
- Desmarets (Rue)
- Desmarquets (Rue)
- Dijon (Rue de)
- Docteur Cassel (Rue, du)
- Docteur Guitton (Rue du)
- Docteur Jean Merault (Rue du)
- Docteur Pierre Lesieur (Rue du)
- Douaniers (Chemin des)
- Dulague (Rue)
- Duquesne (Quai)
- Duquesne (Rue)
- Durand-Réville (Impasse)

### E
- Écosse (Rue d')
- Écureuil (Rue de l')
- Edouard Lavoine (Rue)
- El Alamein (Rue d')
- Émile Denise (Rue)
- Émile Lebon (Neuville-les-Dieppe) (Rue)
- Emile Lebon (Rue)
- Enseigne de Vaisseau Fleury (Impasse de l')
- Enseigne de Vaisseau Fleury (Rue de l')
- Entrepôt (Rue de l')
- Envermeu (Route d')
- Épargne (Rue de l')
- Épée (Rue de l')
- Escarpe (Route de l')
- Escarpe (Rue de l')
- Esplanade (Avenue de l')
- Étienne Méhul (Allée)
- Étienne Rimbert (Rue)
- Eugene Delacroix (Rue)

### F
- Falaise (Chemin de la)
- Falaises (Rue des)
- Faubourg de la Barre (Rue du)
- Fontaines (Rue des)
- Fort Chatillon (Rue du)
- Fox Sainsbury (Rue)
- Francois Salle (Rue)
- Frères Mimart (Impasse des)

### G
- GRANDE RUE (Grande rue)
- Gabrielle Renou (Impasse)
- Gabrielle Renou (Rue)
- Galion (Rue du)
- Gallieni (Quai)
- Gambetta (Avenue)
- Gaston Cordier (Rue)
- Gaston Hamon (Rue)
- Gaston Lalitte (Quai)
- Géneral Chanzy (Impasse du)
- Géneral Chanzy (Rue du)
- Général Leclerc (Avenue du)
- Général Leclerc (Rue)
- Général de Gaulle (Boulevard du)
- Général de Gaulle (Rue du)
- George Sand (Rue)
- Georges Clemenceau (Boulevard)
- Georges Fix (Rue)
- Georges Hue (Rue)
- Georges Krumeich (Rue)
- Georges Lebas (Rue)
- Georges Marchand (Rue)
- Georges Robbe (Rue)
- Georges Souillard (Rue)
- Goélands (Rue des)
- Golf (Chemin du)
- Gracchus Babeuf (Rue)
- Graillon (Rue)
- Greves (Rue des)
- Grèves (Ruelle des)
- Grillons (Impasse des)
- Guerrier (Rue)
- Guibert (Rue)
- Guillaume Lemarchand (Rue)
- Guillaume Terrien (Rue)
- Gustave Flaubert (Rue)
- Gustave Lavieuville (Rue)
- Gustave Rouland (Rue)
- Guy de Maupassant (Rue)
- Guynemer (Quai)

### H
- Hâble (Quai du)
- Halle au Blé (Rue de la)
- Hanias Reville (Impasse)
- Haut Pas (Rue du)
- Hébuterne (Impasse d')
- Hébuterne (Impasse, d')
- Henri Dunant (Place)
- Henri IV (Quai)
- Hérons (Allée des)
- Hirondelle (Impasse de l')
- Hirondelle (Rue de l')
- Houard (Rue)
- Huguette Bonvoisin (Rue)
- Huit Mai 1945 (Rue)
- Hybouville (Rue d')

### I
- Ifs (Impasse des)
- Indes (Quai, des)
- Inpasse de Sygogne
- Irénée Bourgois (Rue)
- Isidore Bloch (Avenue)
- Issoire (Impasse d')
- Issoire (Rue d')

### J
- Jacob Bontemps (Rue)
- Jacobins (Rue des)
- Jacqueline Bellec (Rue)
- Jacques Bourgeois (Rue)
- Jacques Delestre (Rue)
- Jacques Deschamps (Impasse)
- Jacques Monod (Rue)
- Jacques Prévert (Impasse)
- Jacques Prévert (Rue)
- Jacques Radou (Rue)
- Jacques-Emile Blanche (Rue)
- Jardiniers (Impasse)
- Jardiniers (Rue des)
- Jardins (Chemin des)
- Jardins (Cité des)
- Jardins (Impasse des)
- Jardins Ouvriers (Rue des)
- Jardins d'Albâtre (Impasse des)
- Jean Baptiste Joseph Dubuc (Rue)
- Jean Daval (Rue)
- Jean Doublet (Rue)
- Jean Jaurès (Avenue)
- Jean Jaurès (Rue)
- Jean Jouen (Rue)
- Jean Mauger (Rue)
- Jean Parmentier (Rue)
- Jean Pierre le Guyon (Rue)
- Jean Puech (Rue)
- Jean Ribault (Rue)
- Jean Riblet (Avenue)
- Jean-Antoine Belle Teste (Rue)
- Jean-Baptiste Armonville (Rue)
- Jean-Pierre Leguyon (Rue)
- Jehan Ango (Parc)
- Jehan Ango (Pont)
- Jehan Veron (Rue)
- Jérusalem (Impasse de)
- Jerusalem (Sente de)
- Jeu de Paume (Impasse du)
- Joseph Bara (Rue)
- Joseph Branthonne (Rue)
- Joseph Broglio (Rue)
- Joseph Brunel (Rue)
- Joseph Flouest (Rue)
- Joseph Prunier (Rue)
- Joseph Vernet (Rue)
- Joseph Viala (Allée)
- Jouanne (Rue)
- Jules Ferry (Rue)
- Jules Porte (Rue)
- Jules Siegfried (Rue)

### L
- La Chambre (Rue)
- La Cote d'Eu
- La Fourche
- Labbé (Impasse)
- Langlois (Rue)
- Lanterne (Rue de la)
- Laurent Croise (Rue)
- Le Camp de Cesar
- Le Semaphore
- Lemaire (Impasse)
- Lemoyne (Rue)
- Leon Foucault (Impasse)
- Léon Gambetta (Passage)
- Léon Lefebvre (Rue)
- Léon Rogé (Rue)
- Les Coteaux
- Les Quatre Poteaux
- Les Reservoirs
- Libération (Avenue de la)
- Lieutenant-Colonel Cécil Merrit (Allée du)
- Lilas (Allée des)
- Lombarderie (Rue)
- Lorin (Passage)
- Lot les Falaises (Voie communale)
- Louis Blériot (Rue)
- Louis Fromager (Rue)
- Louis Hébert (Rue)
- Louis Loucheur (Impasse)
- Louis Martin (Rue)
- Louis Vitet (Place)
- Louis de Bures (Rue)
- Lucie Aubrac (Rue)

### M
- Madame René Coty (Rue)
- Maillots (Rue des)
- Major-Général J-H Roberts (Allée du)
- Manche (Boulevard de la)
- Marc Seguin (Rue)
- Marcel Gamot (Rue)
- Marcel Kérélo (Rue)
- Marcellin Berthelot (Place)
- Marché (Rue du)
- Maréchal Foch (Boulevard)
- Maréchal Joffre (Boulevard du)
- Maréchaux (Rue des)
- Margelle (Chemin de la)
- Marie (Rue)
- Marie Joseph Chénier (Passage)
- Marne (Quai de la)
- Maroc (Quai, du)
- Marseillaise (Rue de la)
- Martyrs de la Résistance (Rue des)
- Mathias Duval (Rue)
- Maurice Levasseur (Rue)
- Maurice Thiriet (Rue)
- Maurice Thoumyre (Neuville-les-Dieppe) (Rue)
- Maurice Thoumyre (Rue)
- Mélicourt Lefebvre (Rue)
- Ménard (Rue)
- Mer (Boulevard de la)
- Mercier (Impasse)
- Mésanges (Impasse des)
- Mésanges (Rue des)
- Michel Borle (Impasse)
- Michel Courbet (Rue)
- Michelet (Impasse)
- Michelet (Rue)
- Midi (Impasse du)
- Mont de Neuville (Rue du)
- Montagnards (Allée des)
- Montcalm (Rue)
- Montigny (Passage)
- Montigny (Rue)
- Morel (Impasse)
- Morinière (Rue de la)
- Mortier d'Or (Rue du)
- Moulin à Vent (Place du)
- Mozart (Rue)

### N
- Nationale (Place)
- Nicolas Desliens (Rue)
- Nicolas Lemery (Rue)
- Niel (Rue)
- Normandie Sussex (Avenue)
- Notre-Dame (Rue)
- Nouvelle (Cité)

### O
- Ombrettes (Allée des)
- Oranger (Rue de l')
- Ormes (Allée des)
- Oscar Wilde (Allée)
- Osmont (Rue)

### P
- Paix (Rue de la)
- Parmentier (Rue)
- Pasteur (Avenue)
- Pasteur (Rue)
- Paul Bazin (Impasse)
- Paul Bazin (Rue)
- Paul Bert (Rue)
- Paul Bignon (Rue)
- Paul Doumer (Rue)
- Paul Gauguin (Rue)
- Paul Paray (Rue)
- Paul Simon (Rue)
- Paul de Laborde-Noguez (Rue)
- Pauline Amblard (Passage)
- Pecquet (Rue)
- Père Duchesne (Rue du)
- Perrot (Cité)
- Petit Appeville (Route du)
- Petit Enfer (Place du)
- Petit Fort (Passage, du)
- Petit Fort (Place du)
- Petit Fort (Rue du)
- Petit Fort (Ruelle du)
- Petit Paris (Place du)
- Phénix (Cité)
- Pierre Albert Roger (Rue)
- Pierre Brossolette (Rue)
- Pierre Curie (Rue)
- Pierre Curie (Rue)
- Pierre Dubois (Rue)
- Pierre Grignon (Rue)
- Pierre Le Trividic (Rue)
- Pierre Lingois (Rue)
- Pierre Perrotte (Square)
- Pierre Pocholle (Rue)
- Pierre de Coubertin (Rue)
- Pierre-François Frissard (Rue)
- Pierre-Jacques Feret (Rue)
- Piquet (Rue)
- Piteaux (Impasse)
- Poissonnerie (Arcade de la)
- Pollet (Grande Rue du)
- Port d'Ouest (Rue du)
- Pourville (Route de)
- Prêche (Chemin du)
- Puys
- Puys (Plage de)
- Puys (Plaine de)

### Q
- Quatre Poteaux (Impasse des)
- Québec (Rue du)
- Quiquengrogne (Rue)

### R
- Rade (Rue de la)
- Ravelin (Rue du)
- René Coty (Rue)
- République (Avenue de la)
- République (Rue de la)
- Résistance (Rue de la)
- Reville (Rue)
- Richard Simon (Rue)
- Roger Evrard (Rue)
- Roger Lecoffre (Rue)
- Rosa Parks (Rue)
- Rosiers (Rue des)
- Rosine (Rue)
- Rouges-Gorges (Impasse des)
- Rouland (Impasse)

### S
- Saint-Jacques (Place)
- Saint-Jacques (Rue)
- Saint-Jean (Rue)
- Saint-Pierre (Chemin)
- Saint-Rémy (Rue)
- Saint-Vincent de Paul (Rue)
- Sainte-Catherine (Rue)
- Salisbury (Résidence)
- Salomon de Caus (Rue)
- Salvador Allende (Rue)
- Samuel Beckett (Allée)
- Samuel de Champlain (Rue)
- Sansonnets (Rue des)
- Sémaphore (Chemin du)
- Sergent Major Lucien Dumais (Allée du)
- Sœurs (Cour des)
- Somme (Quai de la)
- Sources (Impasse des)
- Stalingrad (Rue de)
- Sternes (Impasse les)
- Strasbourg (Rue de)
- Suédoise (Cité)
- Suzanne (Impasse)
- Sygogne (Rue de)

### T
- Talou (Rue, du)
- Tella (Rue du)
- Tennis (Chemin des)
- Terres de Janval
- Tête de Bœuf (Rue de la)
- Théophile Gelée (Rue)
- Thiepval (Rue de)
- Thiers (Rue)
- Thomas Bouchard (Rue)
- Tonkin (Quai du)
- Tourelles (Impasse des)
- Toustain (Rue)
- Trianon (Allée)
- Trudaine (Quai)

### V
- Val Druel (Rue du)
- Val d'Arquet (Chemin du)
- Val d'Arquet (Plaine du)
- Valentin Feldmann (Rue)
- Vallon (Route du)
- Vanneaux (Allée des)
- Vareille (Rue)
- Vauban (Avenue)
- Vauquelin (Rue)
- Ventabren (Place)
- Vercors (Rue du)
- Verdun (Boulevard de)
- Vertus (Chemin des)
- Veulets (Rue des)
- Victoire (Impasse de la)
- Victoire (Rue de la)
- Victor Hugo (Rue)
- Vieille Grange (Rue de la)
- Villatte (Rue)
- Virginie (Impasse)
- Virginie (Rue)

### Y
- Yser (Quai de l')